# Cândești, Botoșani
Cândești (în germană Kindestie) este satul de reședință al comunei cu același nume din județul Botoșani, Bucovina, România. Acesta se află la 40 de km nord-vest de Botoșani și la 16 km vest de Dorohoi pe malul râului Siret.

## Istoric
Între anii 1774-1918, satul Cândești a făcut parte din Bucovina. Granița între Bucovina și Moldova (din 1862 România) se afla pe râul Molnița, care forma limita estică a satului Cândești. După reforma administrativă comunistă din 1950, satele bucovinene Cândești și Rogojești au fost incluse în comuna Mihăileni (satul Mihăileni nu a făcut parte din Bucovina, excepție face doar fostul sat Sinăuții de Jos care este astăzi o parte din acest sat). Ulterior, satul s-a extins și pe malul estic al Molniței.
În anul 2003, satul Cândești și alte trei sate s-au desprins de comuna Mihăileni și au format  comuna Cândești. Cu acest prilej, satul Cândești a devenit reședință de comună.

## Recensământul din 1930
Componența etnică a satului Cândești
     Români (81,8%)
     Germani (0,5%)
     Evrei (0,14%)
     Ruteni (17,5%)
     Ruși (0,06%)
Componența confesională a satului Cândești
     Ortodocși (99,2%)
     Romano-catolici (0,66%)
     Mozaici (0,14%)
Conform recensământului efectuat în 1930, populația satului Cândești se ridica la 866 locuitori. Majoritatea locuitorilor erau români (81,8%), cu o minoritate de germani (0,5%), una de evrei (0,14%), una de ucraineni (17,5%) și una de ruși (0,06%). Din punct de vedere confesional, majoritatea locuitorilor erau ortodocși (99,2%), dar existau și romano-catolici (0,66%) și mozaici (0,14%).